# Cambridge (Massachusetts)
Cambridge je město v USA ve státě Massachusetts, součást metropolitní oblasti Velký Boston. Leží blízko jeho středu, na severním břehu řeky Charles, která je odděluje od vlastního Bostonu. Žije zde přibližně 118 tisíc obyvatel. Osada vznikla roku 1630 a proslavily ji dvě vysoké školy: Harvardova univerzita a Massachusettský technologický institut.

## Geografie
Cambridge leží na severním břehu řeky Charles v ploché krajině, která se až na západní hranici města u řeky začíná vlnit. Dělí se na 13 oblastí (Neighbourhood) a orientačními body jsou jeho náměstí (spíše křižovatky), vzdálená od sebe asi 1,5 km na červené lince bostonského metra (směrem od řeky a od Bostonu):
- Kendall Square u Longfellowova mostu přes řeku, blízko MIT,
- Central Square tvoří centrum města a leží blízko radnice,
- Harvard Square je obchodní centrum v sousedství univerzity a parku Cambridge Commons,
- Porter Square, kde je také nádraží příměstské dopravy.

## Historie
První osadu zde založili puritánští emigranti už v roce 1630 v místech dnešního Harvard Square, severozápadně od starého Bostonu, a nazvali ji Newetown. Roku 1636 se zakládala škola pro kazatele a volba místa padla sem; obec se pak přejmenovala na Cambridge na počest britské univerzity. Obec zůstala převážně zemědělská, usadilo se zde ale několik zámožných anglikánských rodin. Za americké revoluce roku 1775 sem přijel George Washington povzbudit a zorganizovat dobrovolníky, takže zde vznikla americká armáda. Roku 1792 byl postaven Západní most (na místě dnešního Longfellow Bridge) a roku 1809 Canal Bridge, takže město dostalo přímé spojení s Bostonem a začalo rychle růst. Následovala stavba silnic a železnic a roku 1818 zde byla založena velká sklárna, po půl století hlavní zaměstnavatel ve městě.

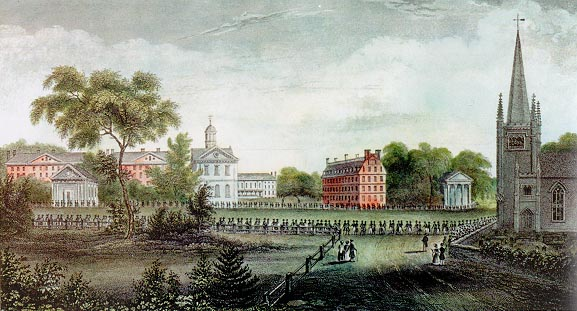
Cambridge MA roku 1836

Roku 1846 se Cambridge stalo městem a s rozvojem průmyslu i obchodu se jeho střed posunul na jihovýchod, k dnešnímu Central Square. V okolí Harvardovy koleje žili zámožní lidé, na východě města dělníci. Po první světové válce bylo Cambridge průmyslové město se 120 tisíci obyvatel, ale v následujících desetiletích průmysl odcházel a město získalo současný ráz intelektuálního střediska škol, nemocnic a ústavů. Roku 1912 se sem přestěhoval MIT z Bostonu, ale od 60. let začal počet obyvatel klesat. Po roce 1980 zde vzniklo několik high-tech firem, ale roku 1990 byla zrušena regulace nájemného, takže mnoho lidí si muselo hledat levnější místa k životu.

## Obyvatelstvo
Cambridge se vyznačuje velmi pestrým složením obyvatel. Roku 2000 zde žilo 68 % bělochů, 12 % Afričanů, 12 % Asiatů; pro 70 % byla prvním jazykem angličtina, pro 7 % španělština, pro 5,2 % francouzština, pro 3,2 % čínština a pro 3 % portugalština. 41,2 % všech domácností tvořila jediná osoba, 29 % byly manželské páry, medián věku obyvatel byl 30 let. Průměrný roční příjem na osobu činil 31 156 USD, medián příjmu rodiny 59 423 USD.

## Samospráva
Cambridge má velmi liberální městské zřízení. Devítičlennou městskou radu a šestičlenný Školský výbor volí občané každé dva roky podle poměrně složitého systému „přenosných hlasů“ (STV). Rada si volí primátora jako svého předsedu, radnici však řídí manažer města, jmenovaný radou.

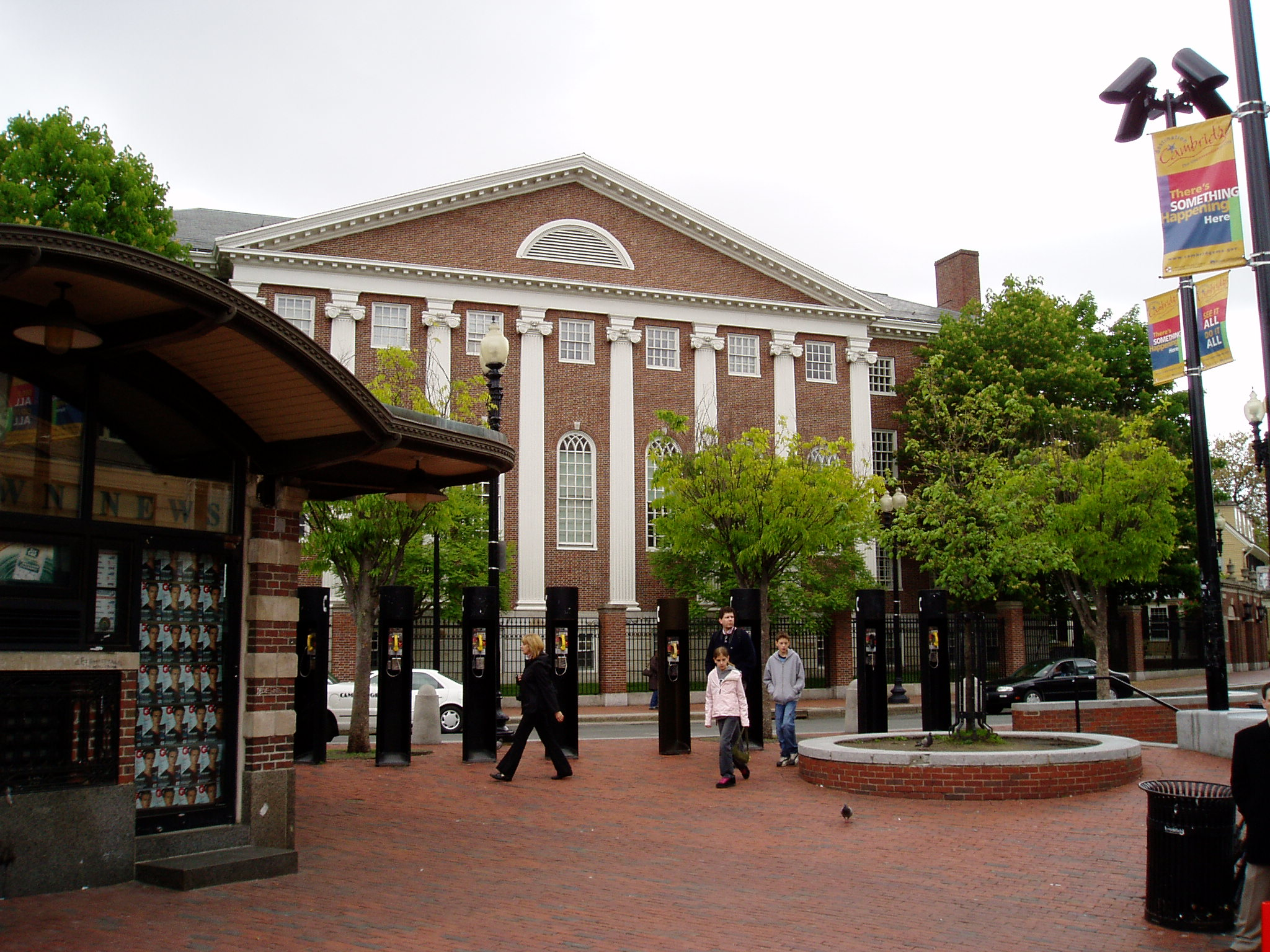
Harvard Square

## Školství
V Cambridgi sídlí 8 univerzit a vysokých škol:
- Cambridge College
- Episcopal Divinity School
- Harvardova univerzita
- Hult International Business School
- Lesley University
- Longy School of Music
- MIT
- Weston Jesuit School of Theology.
- Radcliffe College

Dále je zde množství základních a středních škol, veřejných, soukromých i církevních a s různým odborným zaměřením.

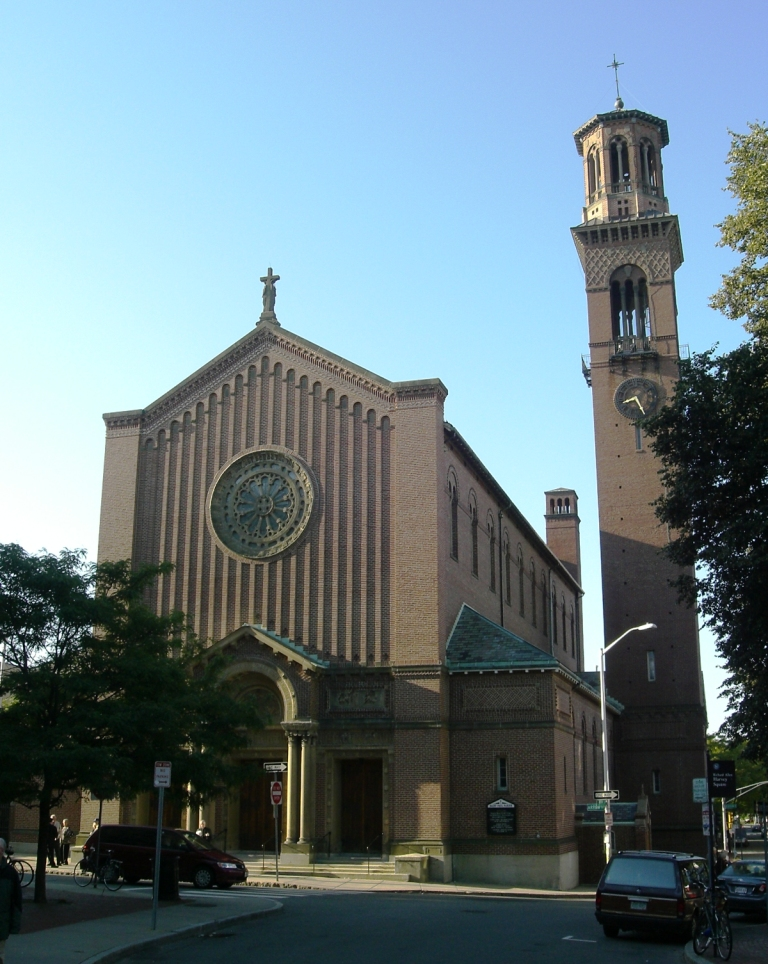
Cambridge, St. Paul church
(katolický)

## Hospodářství a doprava
Do poloviny 20. století bylo Cambridge průmyslové město, dnes jsou však největšími zaměstnavateli Harvardova univerzita (10 tisíc zaměstnanců) a MIT (9 500 zaměstnanců), dále to byly různé technologické firmy jako BBN, Lotus, Polaroid a Google, jež však postupně nahrazují biotechnologické a medicínské firmy (Genzyme, Novartis aj.). Je zde také velká univerzitní nemocnice Mt. Auburn v západní části města.
S Bostonem sdílí Cambridge poměrně hustou síť veřejné dopravy. Její páteří jsou červená a zčásti i zelená linka metra, na konečné stanici červené linky Alewife je autobusové nádraží, na konečné zelené linky (Lechmere) ve východní části Cambridge je velké nákupní středisko. Pro Cambridge je však typické, že mnoho lidí jezdí i do práce a do školy na kole a hlavně chodí pěšky.

## Turistické zajímavosti

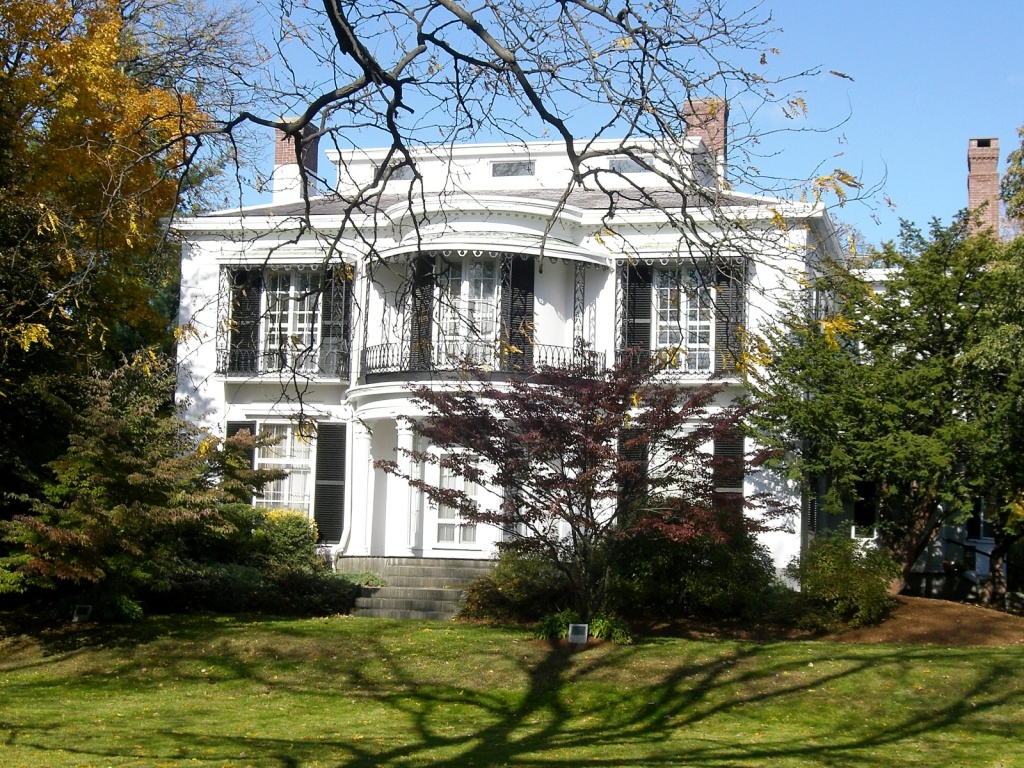
Cambridge, Hastings house
(Brattle Street)

Turisté, kterých přijíždějí do Cambridge tisíce, navštěvují především Harvard Yard, ústřední část univerzity s pomníkem Johna Harvarda. Blízko stanice Harvard Square je však také starý hřbitov a obecní park Commons, kde je památník americké armády, kterou zde roku 1775 George Washington z dobrovolníků vytvořil.
Směrem dále na západ vede dlouhá Brattle Street, kde je řada přepychových vil v koloniálním slohu z 18. století, v jedné z nich je muzeum básníka Longfellowa. Na konci Brattle Street je rozlehlý romantický hřbitov Mt. Auburn, krásný park s roztroušenými náhrobky bohatých rodin.

### Muzea

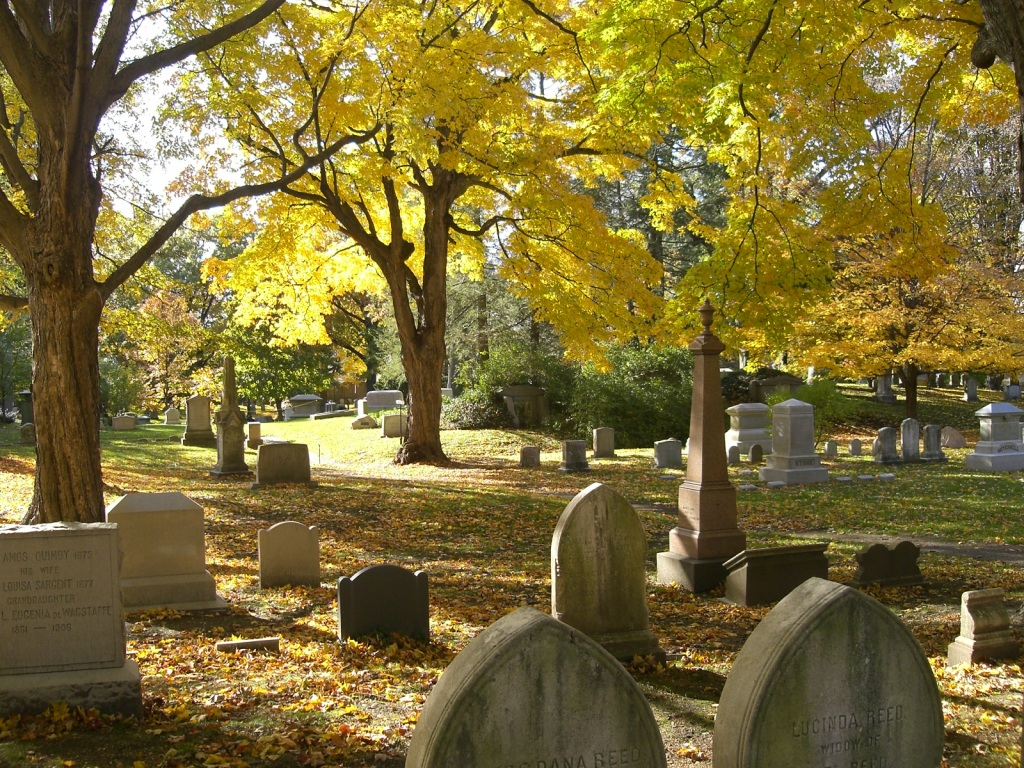
Cambridge, Mt. Auburn
(hřbitov)

Muzea v Cambridgi jsou součástí univerzit, jsou však přístupná veřejnosti:
- Harvardova univerzita:
  - Harvard Art Museum, 485 Broadway, Cambridge, metro Harvard Sq., denně 10-17, 9 USD
    - Fogg Art Museum (umění od středověku po současnost)
    - Sackler Museum (mimoevropské umění)

  - Harvard Museum of Natural History (mineralogie, botanika, zoologie), 22 Divinity Ave., Po-Pá 9-17
  - Peabody Museum of Archeology and Ethnology. 11 Divinity Ave., denně 9-17, 9 USD
  - The Semitic Museum. 6 Divinity Ave., Po-Pá 10-16, Ne 13-16. Volný vstup.
- MIT:
  - MIT Museum (holografie, robotika atd.)
  - List Visual Arts Center

## Slavní rodáci
- Margaret Fuller – novinářka, kritička a obhájkyně ženských práv

## Odkazy

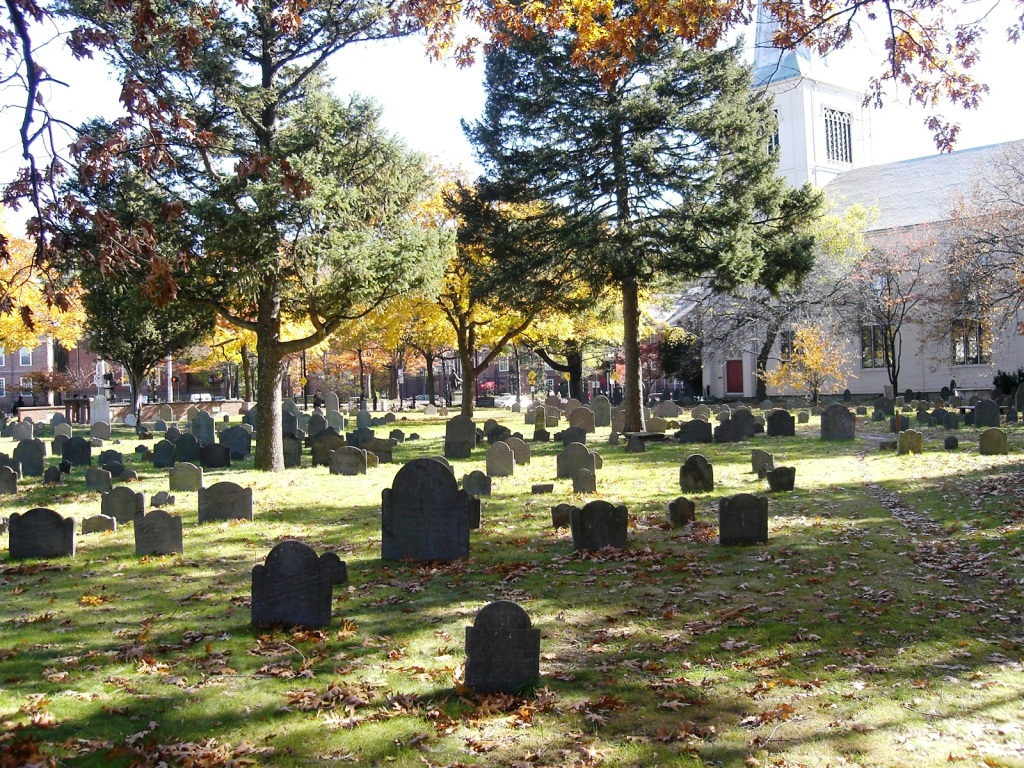
Cambridge
(starý hřbitov)